# گروگان‌گیری در تئاتر مسکو
بحران گروگان‌گیری در تئاتر مسکو که همچنین با نام محاصرهٔ شمال‌شرق (۲۰۰۲) شناخته می‌شود، واقعه‌ای است که تئاتر مسکو توسط ۴۰ تا ۵۰ نفر شبه‌نظامیان چچن تصرف شد. این کار توسط جنبش اسلام‌گراهای جدایی‌طلب در چچن انجام شد. آن‌ها توانستند ۸۵۰ نفر را گروگان بگیرند و خواستهٔ آن‌ها استقلال چچن از روسیه و پایان دومین جنگ چچن بود. رهبری این شبه‌نظامیان برعهدهٔ مووسار بارایف بود. بعد از دو و نیم روز گروگانگیری، ارتش روسیه با پرتاب گازی ناشناخته (که احتمال دارد فنتانیل باشد) به سیستم تهویهٔ تئاتر باعث شدند که افراد داخل تئاتر از هوش بروند.
در پایان ۳۹ نفر از حمله‌کنندگان توسط نیروهای روسی و ۱۲۹ نفر از گروگان‌ها (که ۹ تن آن‌ها خارجی و ۱۰ تن کودک بودند. همچنین تروریست‌ها، ۱۰ نفر را در ابتدای حمله و ۶۷ نفر را در جریان مذاکرات؛ به قتل رساندند) کشته شدند. تعداد کمی از شبه‌نظامیان هم هنگام پرتاب گاز سمی توسط سربازان روس تسلیم شدند. پزشکان در روسیه استفاده از این گاز را محکوم کردند، چون این گاز باعث شد که خیلی از افراد نتوانند به زندگی خود ادامه دهند. در حقیقت پس از این حمله ی خود ارتش روسیه برای آزاد سازی گروگان ها حدود صد تن (غیر تروریست) کشته شدند.اغلب این مرگ ها به دلیل قورت دادن زبان یا عقب رفتن سر موقع بیهوش شدن و جا ماندن استفراغ در گلوی افراد بوده که موجب خفگی آنها شده است.طی برخی از گزارش‌ها استفاده برخی گروگان‌ها از داروی نالوکسان آن‌ها را از مرگ نجات داده‌است.